# Edouard Dunkler
Louis Edouard Dunkler (Den Haag, 28 augustus 1849 – aldaar, 20 juni 1885) was een Nederlandse pianist en componist.

## Levensloop
Hij was zoon van componist, arrangeur en kapelmeester François Dunkler jr. en Christina Wilhelmi. Hij kreeg de eerste lessen van zijn vader.
Ook zijn grootvader François Dunkler sr. was musicus.
Dunkler huwde tweemaal. Uit zijn tweede huwelijk met Hubertina Christina Katharina Schrattenholz werd één zoon, François Edouard Dunkler  geboren.
Tijdens de Internationale Koloniale en Uitvoerhandel Tentoonstelling in Amsterdam kreeg Dunkler de 'vereerende' opdracht van de pianofabrikanten Pleyel en Wolff uit Parijs hun tentoongestelde piano's gedurende de tentoonstelling, die duurde van 1 mei tot 1 oktober, te bespelen. De speciaal gecomponeerde feestmars voor piano van Dunkler werd door Cornelis Coenen, voor het Park-orkest van Amsterdam speciaal geïnstrumenteerd. 
Hij leed aan een zenuwziekte. 
Edouard Dunkler was oom van Willem Mengelberg.